# Ага-и бузург
Ага́-и бузу́рг (перс. آغای بزرک‎, узб. Ogʻoyi Buzurg; ум. 1522 или 1523), также известная как Мастура-ханим (перс. مستوره خانيم‎, узб. Mastura xonim) или Мастура хатун — суфийская святая, жившая в эпоху узбекской династии Шибанидов в Бухарском ханстве.

## Биография
Основные сведения о ней даются в «Мажар аль-аджаиб ва маджма аль-гараиб», написанном в середине 1550-х годов как рассказ об учении и духовном пути женщины, жившей в районе Хузар, недалеко от Карши (Насаф). Сочинение было написано Хафизом Басиром, который известен из различных источников по связям с суфийскими братствами Накшбанди и Ясави-Суфи. Он провел значительное время в компании Ага-и-Бузурга.
Ага-и Бузург почитала бывшая жена Шейбани-хана и жена бухарского хана Убайдуллы — Могол Ханим. Когда Ага-и Бузург заболела Могул Ханим предложила привезти врачей из Бухары, но последняя услышав об этом отклонила предложение. Могул Ханим написала тюркскую поэму, посвященную памяти Ага-и Бузург.
Деятельность Ага-и бузург была впервые изучена в XXI веке узбекистанской исследовательницей Г. Аминовой.

## Мавзолей
Позже был возведен мазар, находящийся в Жондорском районе Бухарской области в Узбекистане. Сейчас называется «Кыз-биби». Раньше это место было прибежищем дервишского ордена ходжагонов.
Наиболее древняя часть некрополя представляет собой захоронение женской почитаемой Ага-и бузург, умершей в 1523 году. По преданию, она была потомком пророка Мухаммада. Основные здания были построены в эпоху узбекских династий Шейбанидов и Аштарханидов в XVI—XVIII веках.
Архитектурный памятник входит в «Национальный перечень объектов недвижимости материального культурного наследия Узбекистана».